# Tyniecki cmentarz parafialny w Krakowie
Tyniecki cmentarz parafialny – znajduje się przy ul. Benedyktyńskiej, w zachodniej, prawobrzeżnej części Krakowa, w dawnej wsi Tyniec, która jest obecnie osiedlem Dzielnicy VIII Dębniki.
Tyniecki parafialny kościół św. Andrzeja otaczał cmentarz. Świątynia została zniszczona w czasach konfederacji barskiej, następnie odbudowana i ponownie zniszczona w 1831, tym razem przez pożar. Ruiny rozebrano. Pozostała nekropolia, która służy mieszkańcom Tyńca do dzisiaj. Ma powierzchnię ok. 1 ha. Podzielona jest na część starą i nową, poświęconą w 2017. Otoczona jest murem z wapiennych ciosów. Zachowały się dwie bramy. Czynna jest jedna z zachowaną inskrypcją 1816. Najstarsze zachowane nagrobki: Jakuba Sośnickiego z 1891 i Mateusza Mamota z 1887.
Na cmentarzu obok kilku pokoleń mieszkańców Tyńca chowani są od 1939 tynieccy benedyktyni, złożono tutaj prochy zakonników zmarłych od XI wieku, a pochowanych poprzednio w podziemiach kościoła. Miejsce pochówku mają tutaj siostry oblatki oraz pisarze i intelektualiści skupieni wokół Tygodnika Powszechnego i Znaku.
Znane osoby pochowane na cmentarzu: Jerzy Kołątaj – sekretarz redakcji „Tygodnika Powszechnego”, Henryk Krzeczkowski – publicysta „Tygodnika Powszechnego”, Hanna Malewska – pisarka, Janina Natusiewicz-Mirer, Mieczysław Pszon, Jan Józef Szczepański, Jerzy Turowicz – współtwórca i redaktor naczelny „Tygodnika Powszechnego”, Tadeusz Żychiewicz – pisarz i publicysta, Marek Skwarnicki.

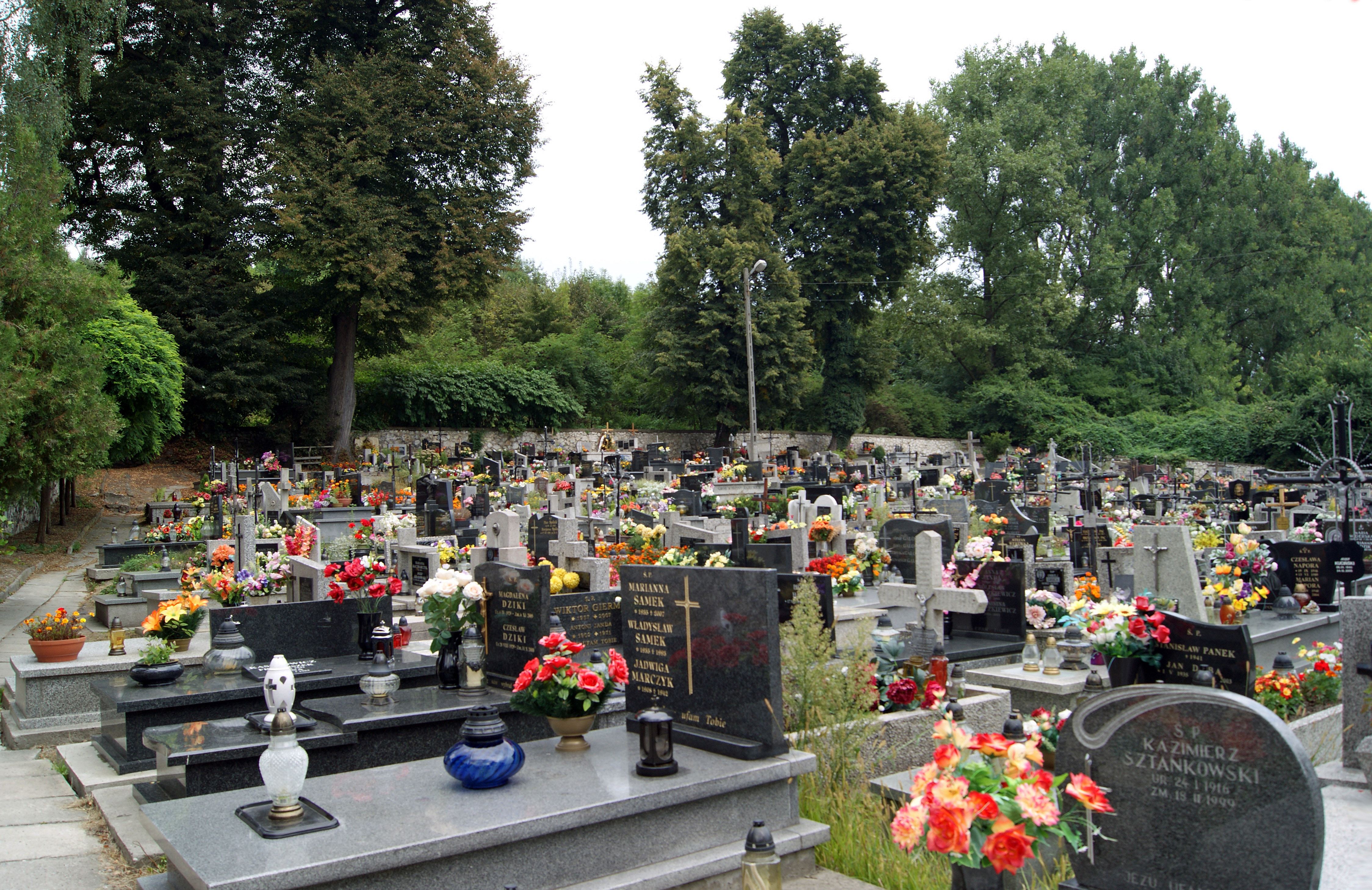
Część płn-wsch cmentarza, gdzie pochowano najbardziej znane osoby.
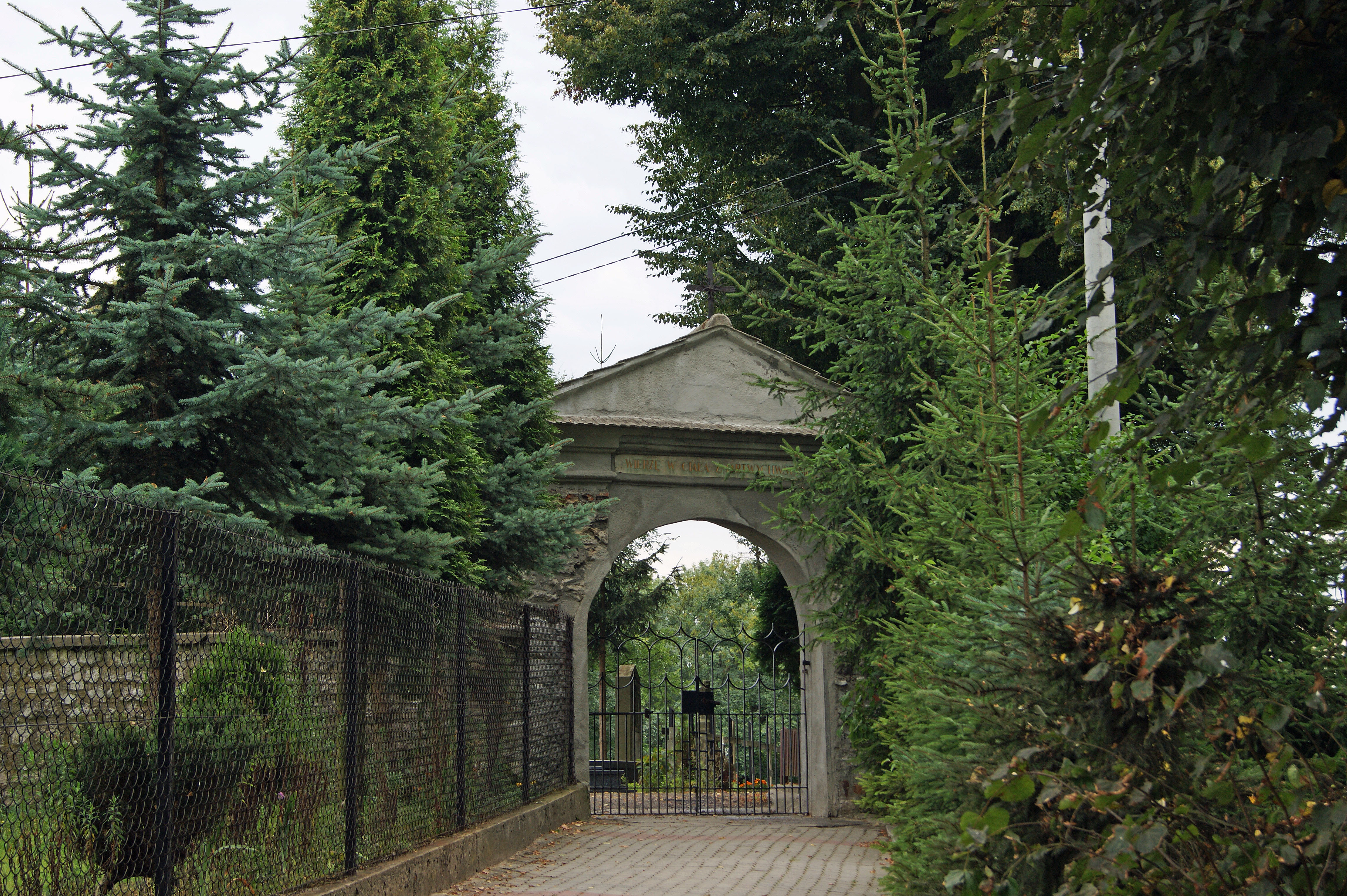
Brama.
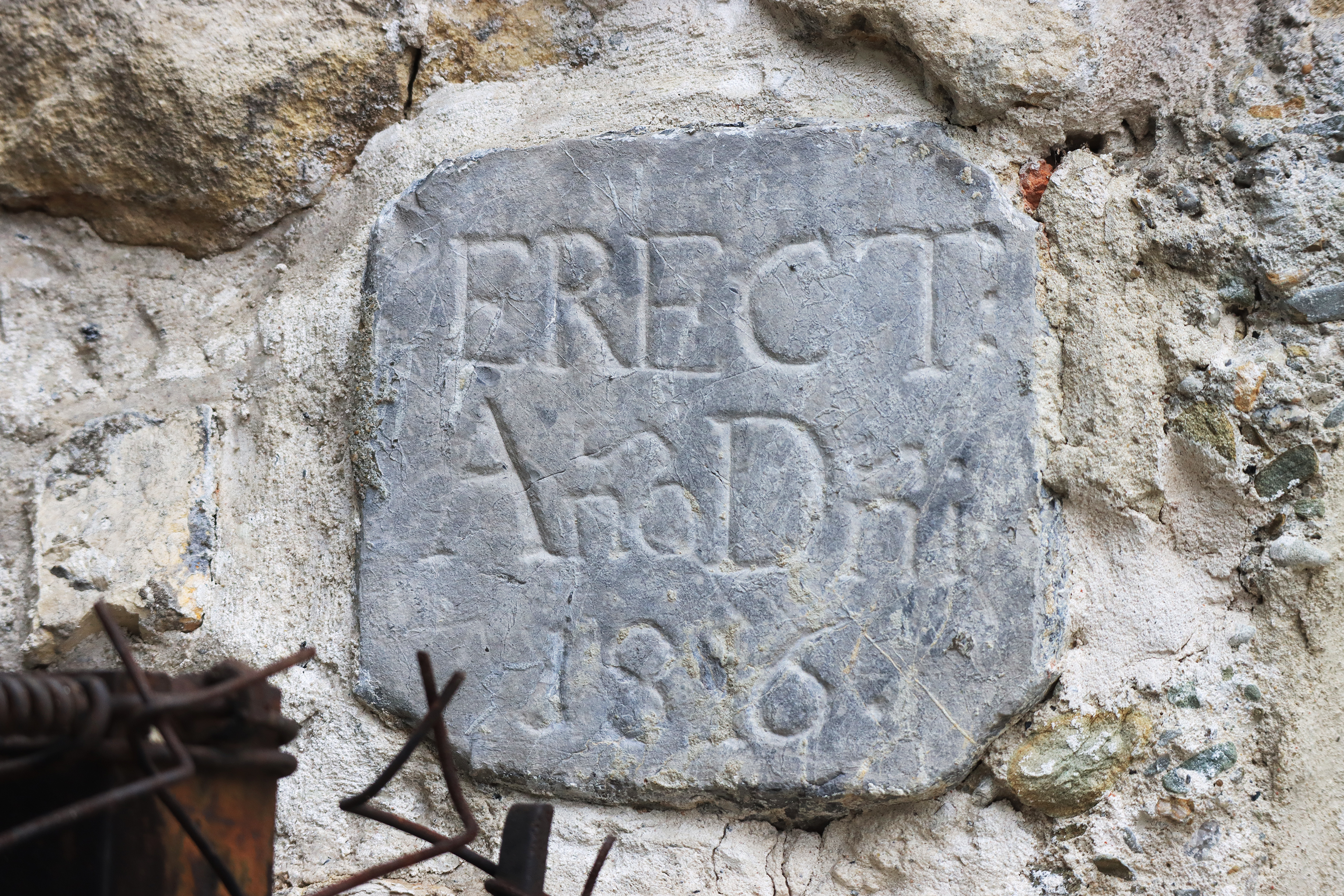
Inskrypcja na bramie cmentarza z datą 1816.
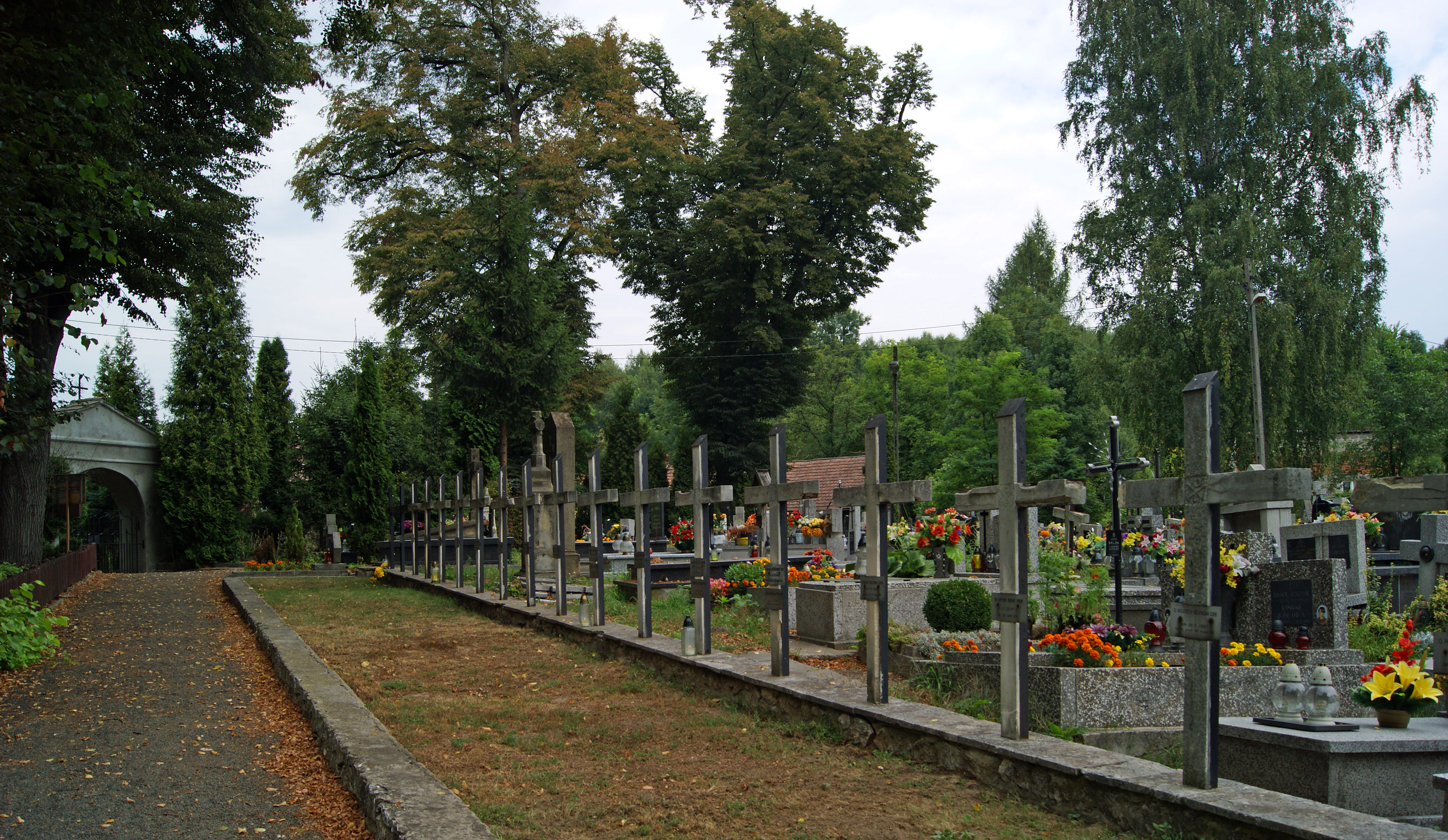
Groby benedyktynów.
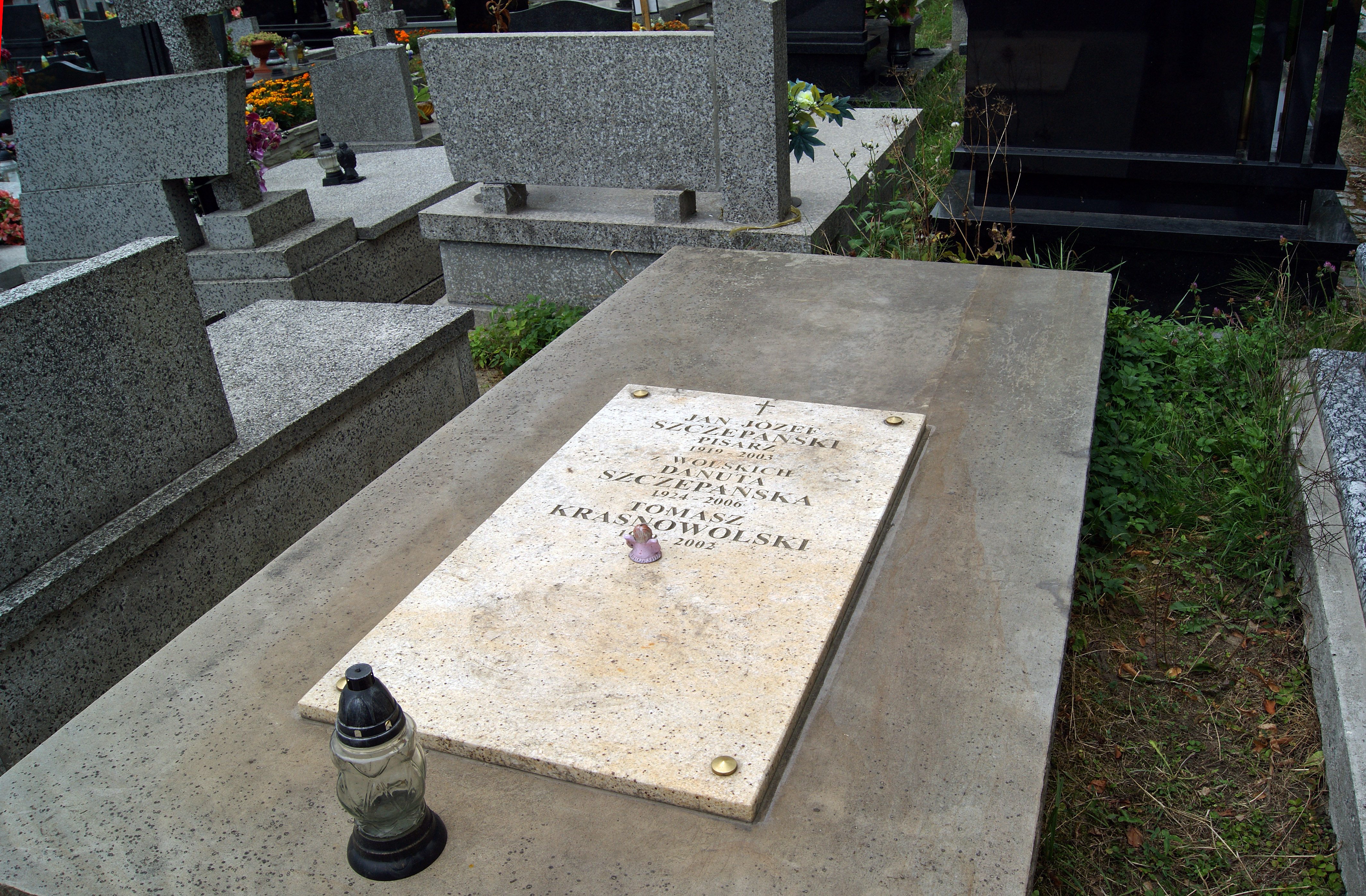
Grób Jana Józefa Szczepańskiego.
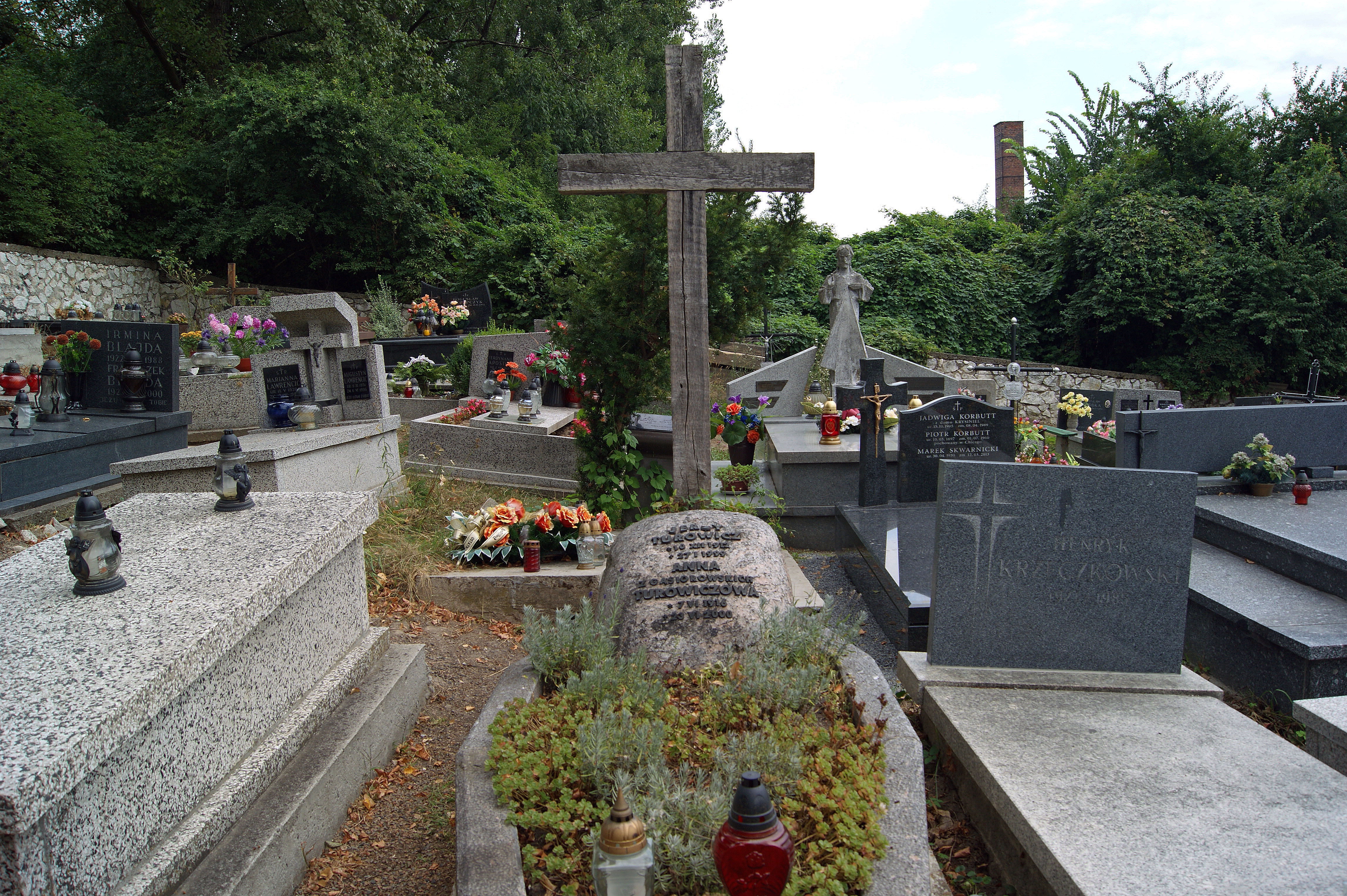
Grób Anny i Jerzego Turowiczów oraz grób Henryka Krzeczkowskiego.
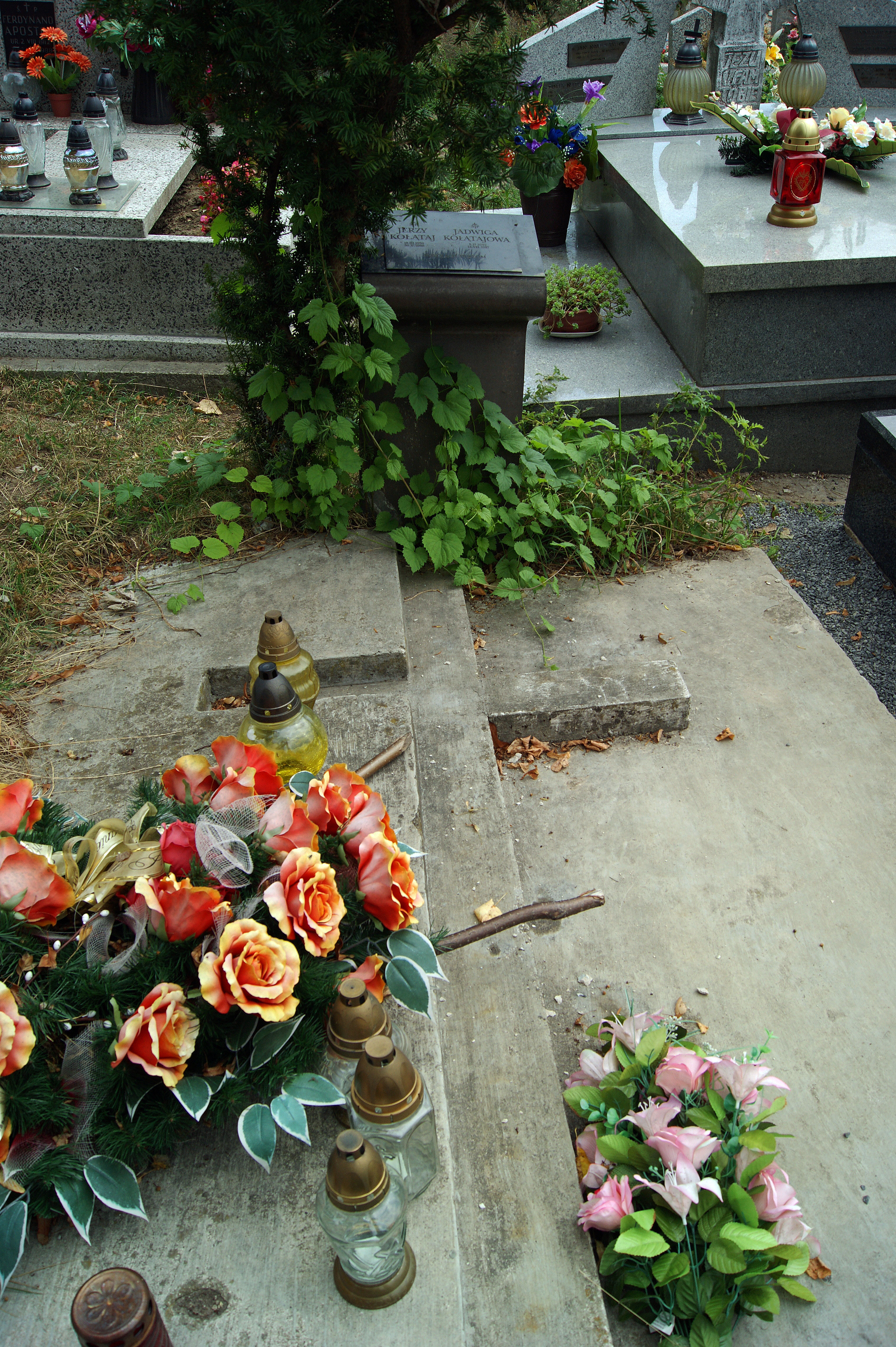
Grób Jadwigi i Jerzego Kołątajów.
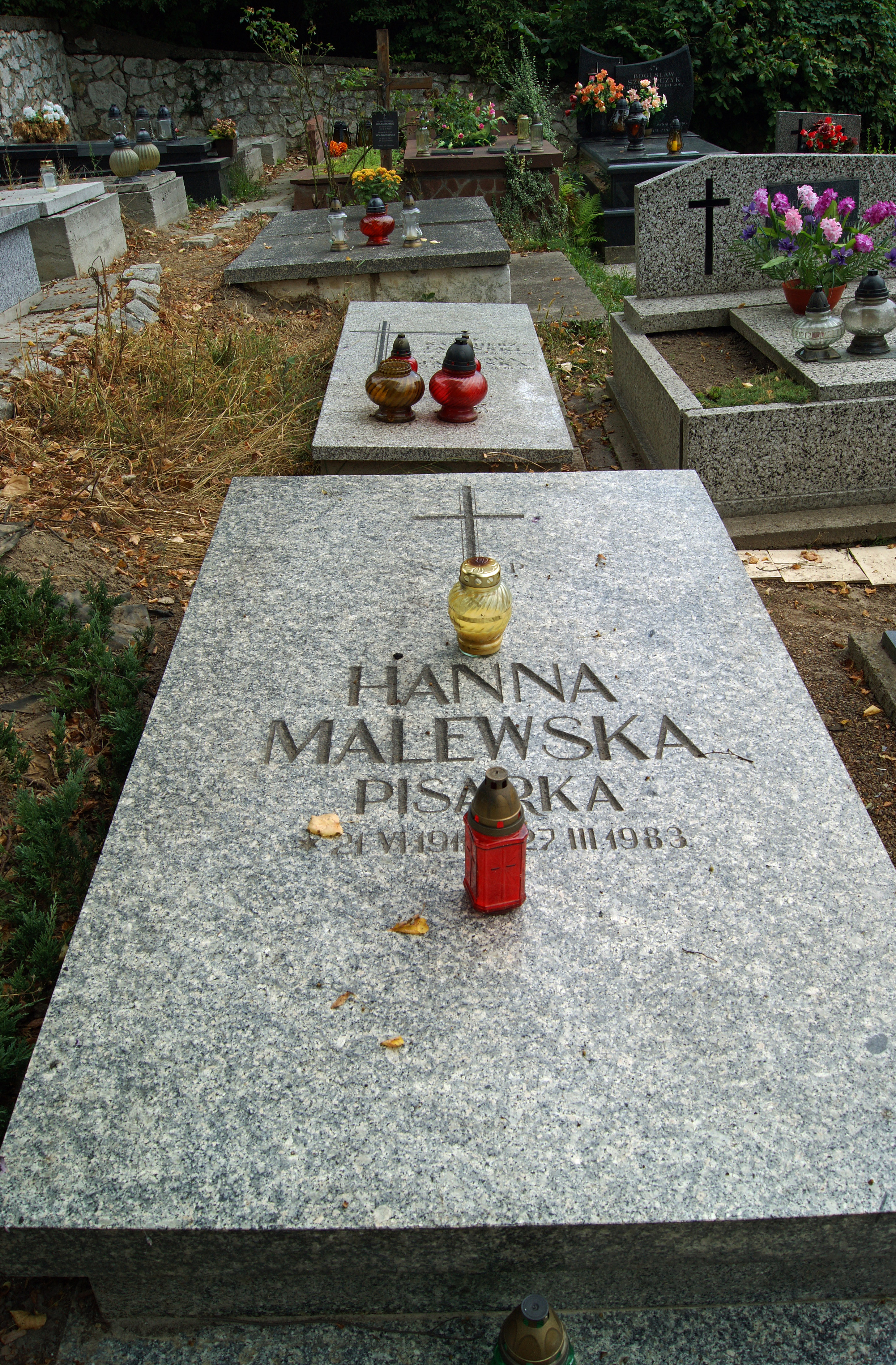
Grób Hanny Malewskiej.
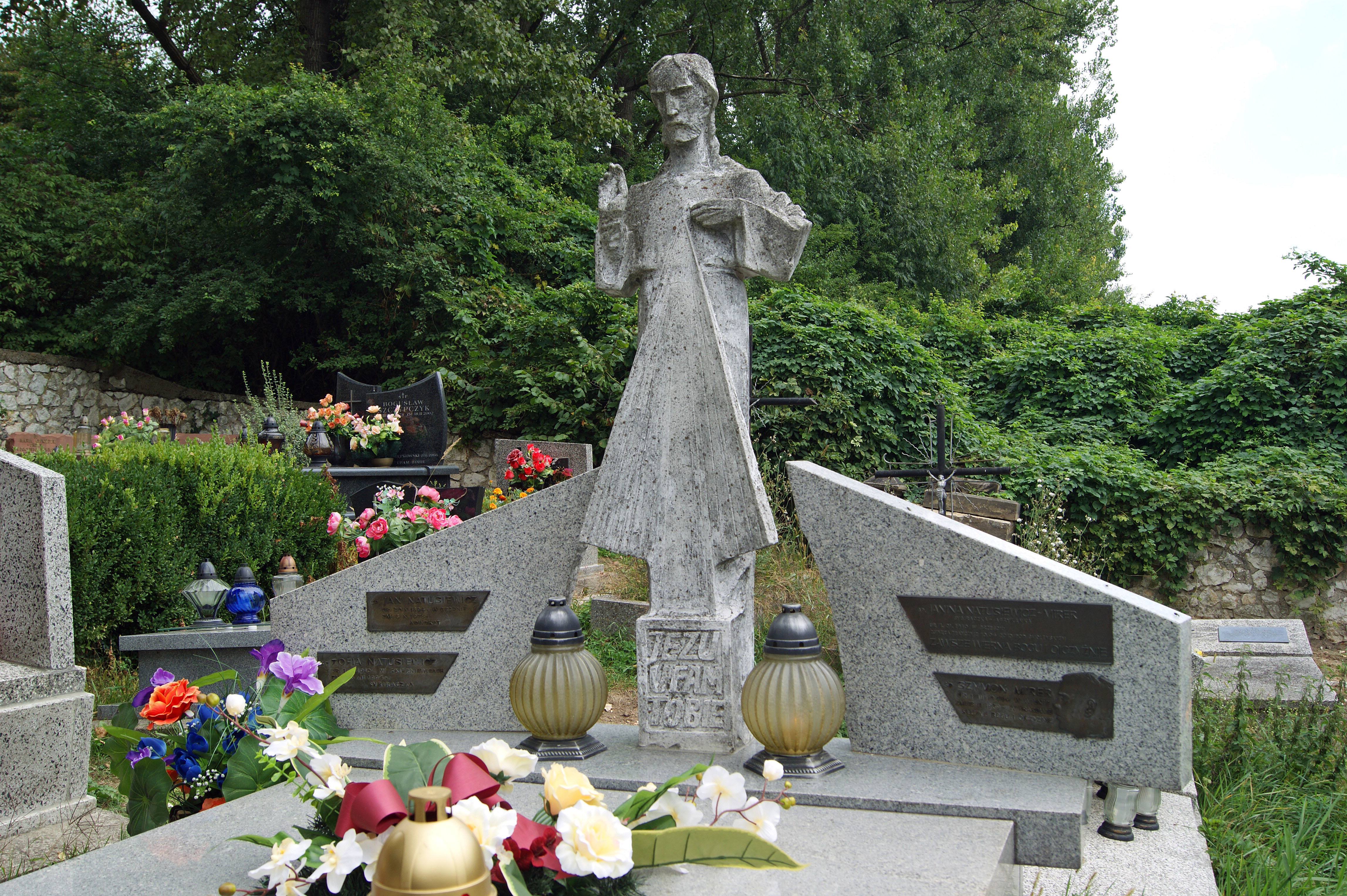
Grób Janiny Natusiewicz-Mirer.
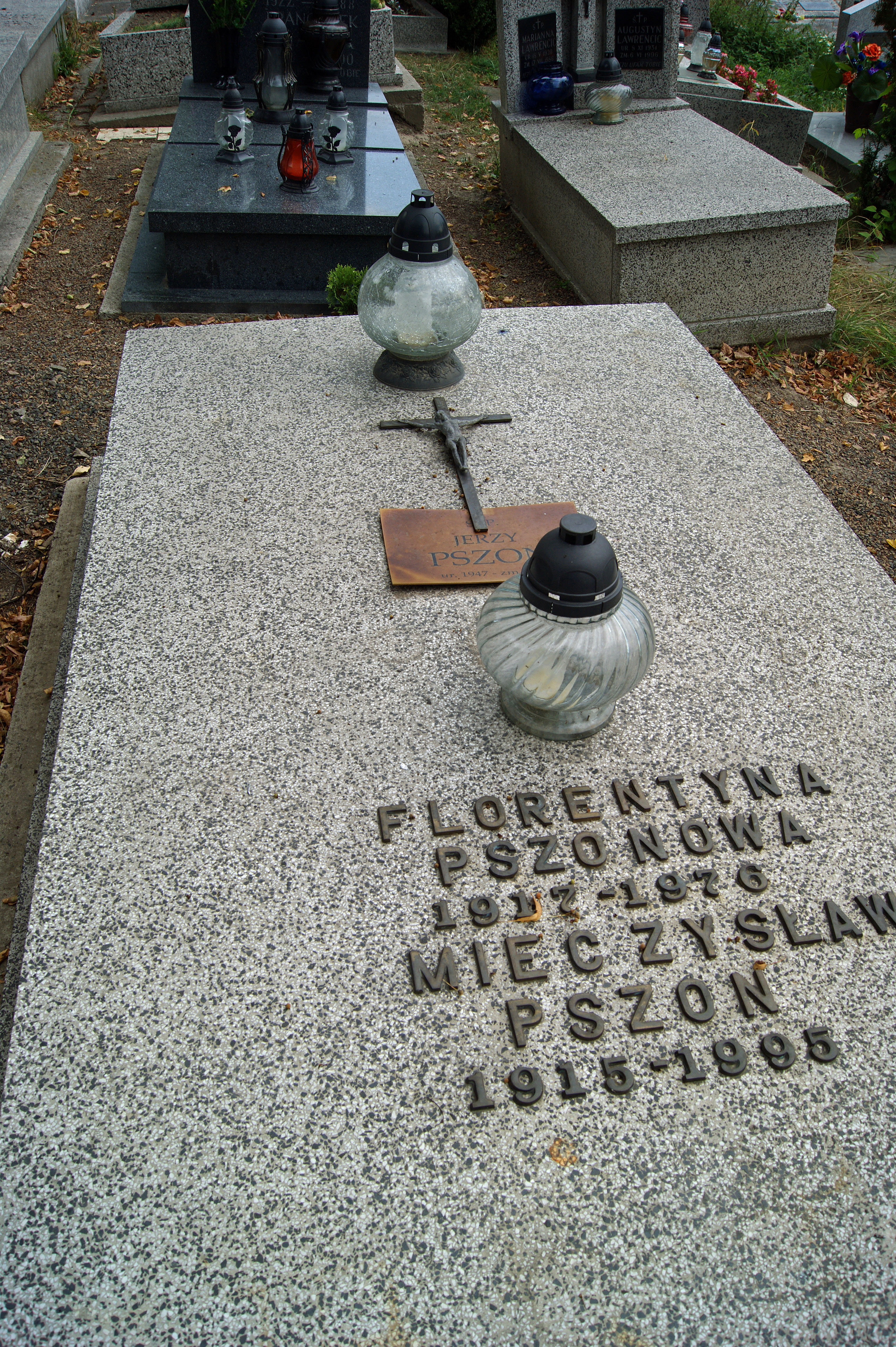
Grób Mieczysława Pszona.
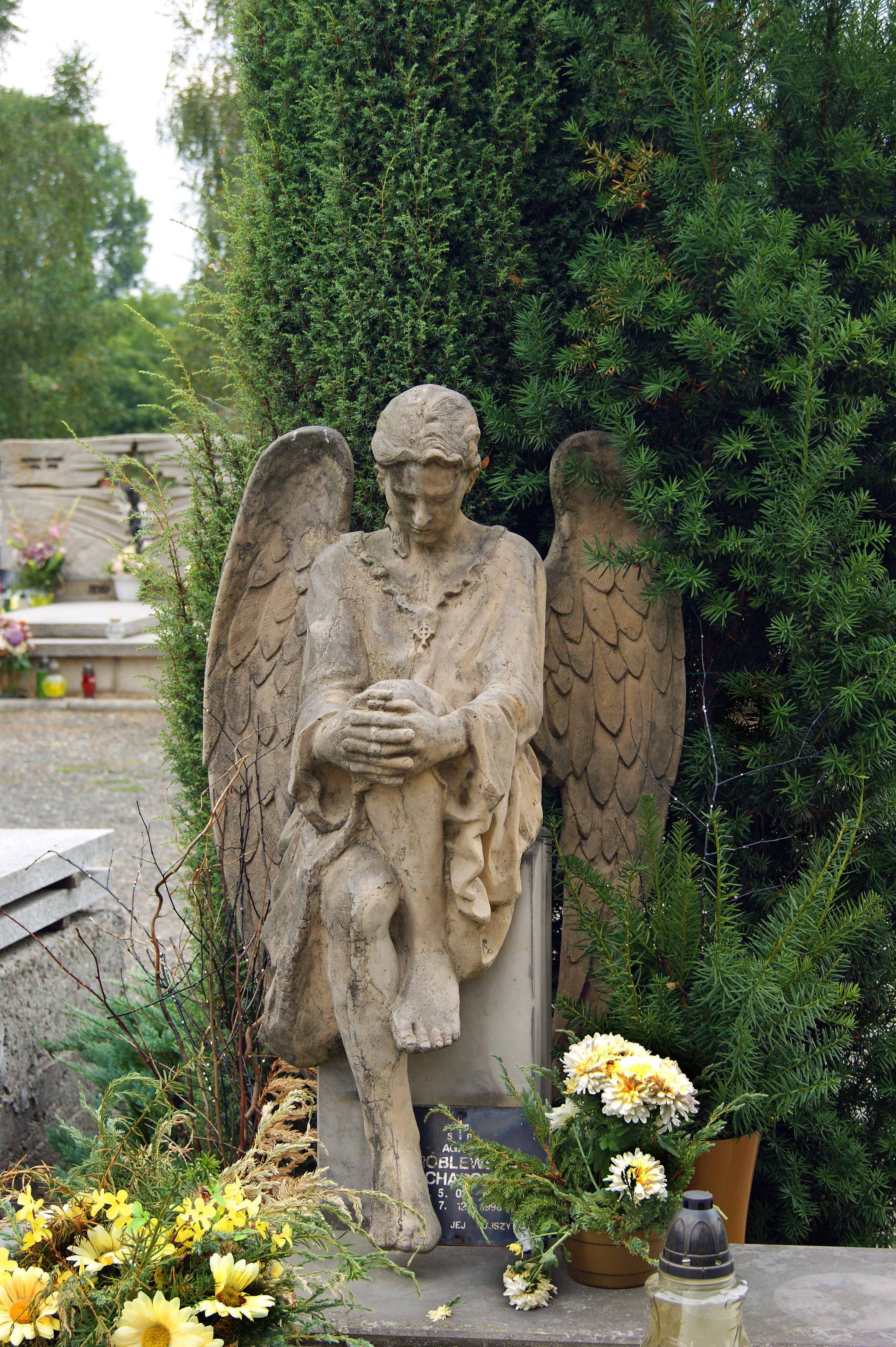
Pomnik nagrobny.